# Tennis als Jocs Olímpics d'estiu de 1992
Els Jocs Olímpics d'Estiu de 1992 celebrats a la ciutat de Barcelona, Catalunya, Espanya, es van disputar 4 proves tennístiques, dues en categoria masculina i dues en categoria femenina, tant a nivell individual com en dobles. La competició se celebrà al Centre Municipal de Tennis Vall d'Hebron de Barcelona sobre terra batuda.
Participaren 177 tennistes, entre ells 90 homes i 87 dones, de 48 comitès nacionals diferents.

## Resum de medalles

### Categoria masculina
| Prova      | Or                                   | Argent                               | Bronze                                | Bronze                                     |
| Individual | Marc Rosset                          | Jordi Arrese                         | Goran Ivanišević                      | Andrei Txerkàssov                          |
| Dobles     | AlemanyaBoris Becker · Michael Stich | Sud-àfricaWayne Ferreira Piet Norval | CroàciaGoran Ivanišević · Goran Prpić | ArgentinaJavier Frana · Christian Miniussi |

### Categoria femenina
| Prova      | Or                                              | Argent                                             | Bronze                                     | Bronze                                     |
| Individual | Jennifer Capriati                               | Steffi Graf                                        | Mary Joe Fernández                         | Arantxa Sánchez Vicario                    |
| Dobles     | Estats UnitsGigi Fernández · Mary Joe Fernández | EspanyaConchita Martínez · Arantxa Sánchez Vicario | Equip UnificatLeila Meskhi Natasha Zvereva | AustràliaNicole Bradtke · Rachel McQuillan |

## Medaller
| Posició | País           | Or | Argent | Bronze | Total |
| 1       | Estats Units   | 2  | 0      | 1      | 3     |
| 2       | Alemanya       | 1  | 1      | 0      | 2     |
| 3       | Suïssa         | 1  | 0      | 0      | 1     |
| 4       | Espanya        | 0  | 2      | 1      | 3     |
| 5       | Sud-àfrica     | 0  | 1      | 0      | 1     |
| 6       | Croàcia        | 0  | 0      | 2      | 2     |
| 6       | Equip Unificat | 0  | 0      | 2      | 2     |
| 8       | Argentina      | 0  | 0      | 1      | 1     |
| 8       | Austràlia      | 0  | 0      | 1      | 1     |
| Total   | Total          | 4  | 4      | 8      | 16    |